# Auguste Chrétienne
Auguste Chrétienne, né le 21 février 1913 à Avranches (Manche) et mort le 9 juillet 1990 à Maisons-Laffitte (Yvelines), est un homme politique français. Membre du Parti communiste français, il a été maire de Sartrouville, conseiller général du canton de Sartrouville et sénateur de Seine-et-Oise.

## Biographie

### Origines et profession
Pupille de la Nation, élevé par sa mère, Auguste Chrétienne est contraint de travailler dès l'âge de treize ans. Il est employé comme métallurgiste aux usines Peugeot où il défend les intérêts des ouvriers en devenant délégué en 1936.

### Parcours politique
Il adhère au Parti communiste en 1946 et milite activement chez son nouvel employeur, la Société nationale des constructions aéronautiques du Nord de Sartrouville.
Il est élu sénateur de Seine-et-Oise le 18 mai 1952. Il est nommé membre de la commission du travail et de la sécurité sociale, de la commission des boissons et de celle de la production industrielle. Son élection est invalidée le 3 juillet 1952. Il est réélu le 8 juin 1958, en même temps que Louis Namy, et nommé membre de la commission des affaires culturelles. Aux élections du 26 avril 1959, il perd son siège de sénateur.
Auguste Chrétienne est élu au conseil municipal de Sartrouville en 1953, puis devient maire de la ville de 1959 à 1989. Il est également conseiller général du canton de Maisons-Laffitte puis du canton de Sartrouville de 1964 à 1973.